# روبرت دي. ووكر
روبرت دي. ووكر (بالإنجليزية: Robert D. Walker)‏ هو ممثل أمريكي، ولد في 18 يونيو 1888 ببيت لحم في الولايات المتحدة، وتوفي في 4 مارس 1954 بلوس أنجلوس في الولايات المتحدة.

## وصلات خارجية
- روبرت دي. ووكر على موقع IMDb (الإنجليزية)
- روبرت دي. ووكر على موقع ألو سيني (الفرنسية)
- روبرت دي. ووكر على موقع أول موفي (الإنجليزية)
- روبرت دي. ووكر على موقع قاعدة بيانات الأفلام السويدية (السويدية)
- روبرت دي. ووكر على موقع قاعدة بيانات الفيلم (الإنجليزية)
- روبرت دي. ووكر على موقع كينوبويسك (الروسية)